# Better Than This
Better Than This – singel pochodzący z 3 albumu formacji Keane o nazwie "Perfect Symmetry". Data wydania w formie singla została wyznaczona na 16 marca 2009 roku.